# Берилій-10
Берилій-10 (10Be) — радіоактивний ізотоп берилію. Він утворюється в атмосфері Землі в основному внаслідок розщеплення азоту та кисню космічними променями. Берилій-10 має період напіврозпаду 1,39×106 років і розпадається шляхом бета-розпаду до стабільного бору-10 з максимальною енергією 556,2 кеВ. Він розпадається через реакцію 10Be→ 10B + e−. Легкі елементи в атмосфері реагують з частинками галактичного космічного випромінювання високої енергії. Розпад продуктів реакції є джерелом 10Be (частинки t, u, такі як n або p):
14N(t,5u) 10Be; Приклад: 14N(n, p α) 10Be
16O(t,7u) 10Be

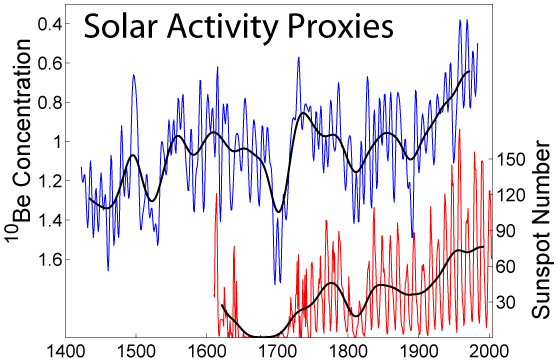
Діаграма, що показує варіації сонячної активності, включаючи варіацію концентрації ^{10}Be, яка змінюється обернено пропорційно сонячній активності. (Зверніть увагу, що берилієва шкала перевернута, тому підвищення на цій шкалі вказує на нижчі рівні берилію-10).

Оскільки берилій, як правило, існує в розчинах з рН нижче приблизно 5,5 (а дощова вода над багатьма промислово розвиненими районами може мати рН менше 5), він розчиняється і переноситься на поверхню Землі дощовою водою. Оскільки осад швидко стає більш лужним, берилій випадає з розчину. Таким чином, космогенний 10Be накопичується на поверхні ґрунту, де через відносно довгий період напіврозпаду (1,387 мільйона років) може довго залишатися перед розпадом до 10B .
10Be та його дочірній продукт використовувалися для вивчення ерозії ґрунту, утворення ґрунту з реголіту, розвитку латеритних ґрунтів і віку кернів льоду. Він також утворюється під час ядерних вибухів у результаті реакції швидких нейтронів із 13C у вуглекислому газі в повітрі та є одним із історичних індикаторів минулої діяльності на полігонах для ядерних випробувань. 10Be — це важливий ізотоп, який використовується як проксі-міра даних для космогенних нуклідів для характеристики сонячних і екстрасонячних атрибутів минулого із земних зразків.